# Josef Holeček

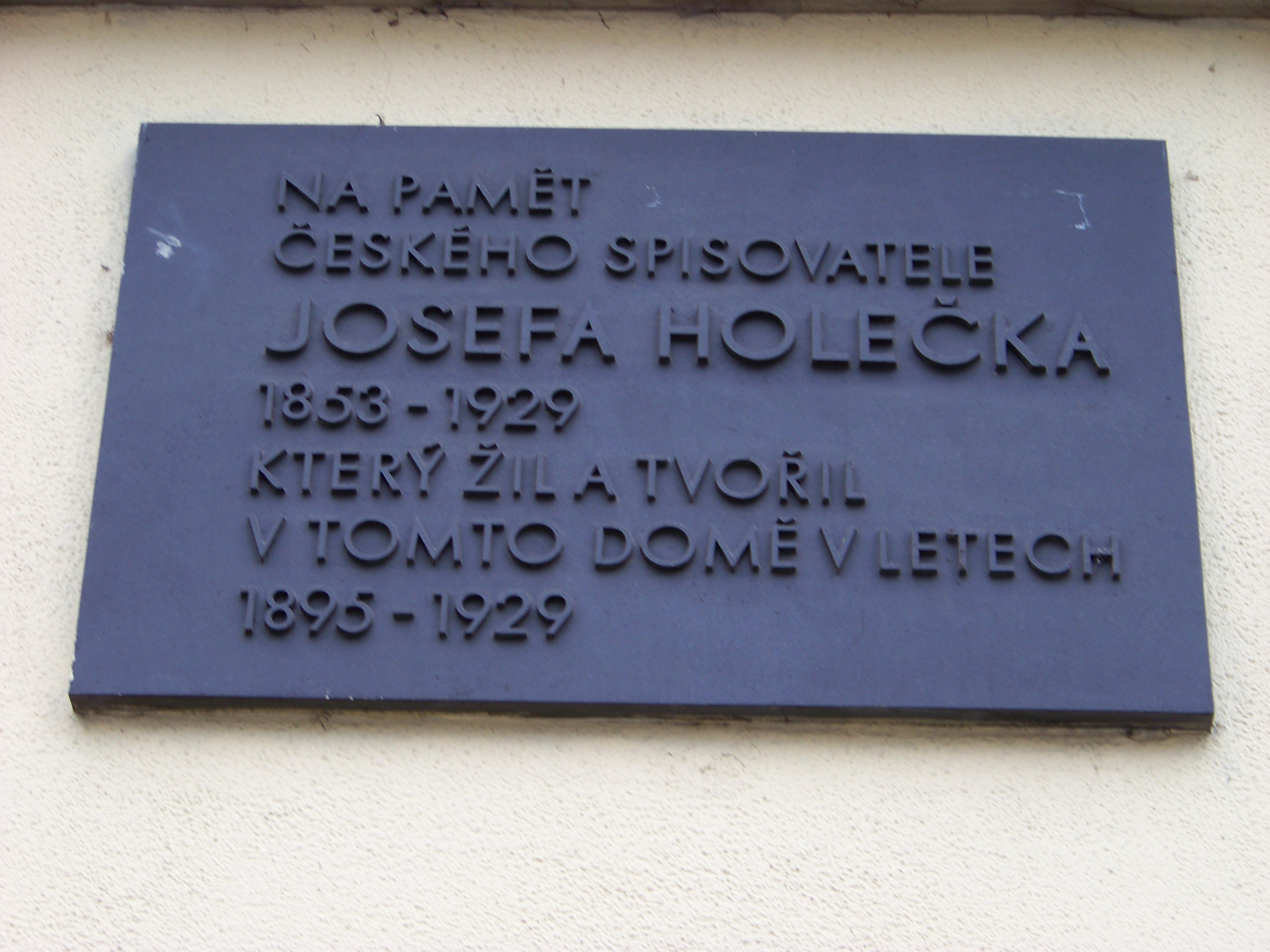
Pamětní deska v Praze-Smíchov (Holečkova 6)

Josef Holeček (27. února 1853 Stožice – 6. března 1929 Praha) byl český spisovatel s regionálním zaměřením na jižní Čechy, představitel realismu, ruralismu a tzv. venkovské prózy. Dále působil jako překladatel a novinář.

## Život

### Rodina
Narodil se v selské rodině Vojtěcha Holečka (* 1813) a Kateřiny Blahové (1829–1866) ze Žďáru. Měl sedm sourozenců, kromě pěti, kteří se nedožili jednoho roku, čtyři vlastní: Annu (* 1855), Vácslava (* 1857), Jana (* 1860) a Františka Xavera (1865–1934), redaktora v Chicagu, a další tři z druhého manželství otce s Eleonorou Blahovou (1840/1841–1927), sestrou Kateřiny: Marii Vaněrovou (1869–1953), Eleonoru Vaněrovou (* 1871) a Kateřinu (* 1875), řádovou sestru a učitelku. Josef si 16. listopadu 1889 vzal za manželku Zdenku Zemanovou (1870–1940). Měli spolu tři děti: Jaronyma (1891–1941), legionářského spisovatele, PhDr. Dariu Podlipskou (1896–1959), překladatelku a PhDr. Jelenu Dolanskou-Heidenreichovou (1899–1980), zpěvačku a pedagožku.

### Mládí a studium
Studovat začal v Písku, kde se spřátelil s Františkem Heritesem, dále v Českých Budějovicích a potom, jak sám napsal ve vzpomínkách, ho srdce táhlo do Tábora – na reálné gymnázium.
V Táboře na gymnáziu Holeček obdivoval ředitele Václava Křížka. Vzpomíná na něho: „Křížek, učený, osvícený a na slovo vzatý Čech a Slovan. Nekrčí se a neomlouvá za svůj slovanský původ a také jeho žáci jsou hrdí a sebevědomí Češi“ (Pero – paměti). Nejstarší táborský park dnes nese název Holečkovy sady (od roku 1963 je kulturní památkou). Od roku 1926 je v něm umístěn pomník Josefa Holečka s reliéfem od Františka Bílka.

### Novinář a spisovatel
Přátelství navázané na táborském gymnáziu s Jihoslovany přivedlo Holečka k celoživotnímu zájmu o dějiny, literaturu a umění.
Po studiích pracoval v Záhřebu jako vychovatel; od roku 1875 byl dopisovatelem Národních listů ve válce na Balkáně. Jeden čas sám vydával Slovanské listy. Pracoval v redakci Národních listů, překládal slovanský a finský folklor.
Byl velkým zastáncem Slovanů, roku 1887 navštívil Rusko a v roce 1889 se dostal do Malé Asie a Cařihradu. Od roku 1902 do smrti byl předsedou Všeslovanského svazu novinářů.
V letech 1895-1926 žil na Smíchově (od roku 1922 součást Prahy) v domě u Košířské cesty č. p. 105 (bývalá usedlost Tři kameny), ulice byla 5. března 1923, ještě za jeho života, pojmenována po něm jako Holečkova a toto jméno jí zůstalo dosud. Zemřel v domě Kováků čp.817, pohřben byl na Vinohradském hřbitově.

## Dílo
Holeček podává ucelený obraz vesnice. Předpokládá, že zlé věci lze napravit láskou mezi lidmi.

### Publicistické a beletristické knihy
- Frantík a Bartoň 1958 – vzpomínky z dětství, život na vesnici
- Černá Hora 1876
- Černá Hora v míru
- Nekrvavé obrázky z vojny – výbor z fejetonů, v nichž autor dokonale zesměšnil mnoha sarkasmy primitivní bezduchý rakouský militarismus a poměry v rakouské armádě v 70. letech 19. století. Fejetony jsou předchůdci Haškova Švejka a jeho typy rakouských oficírů jsou stejně životné
- Za svobodu [7] [8] [9]
- Junácké kresby černohorské [10] [11]
- Zájezd na Rus
- Obšit
- Ruskočeské kapitoly
- Podejme ruku Slovákům! – Snažil se překonat rozpor mezi českými a slovenskými kulturními kruhy – tato snaha našla mnoho pokračovatelů
- Naši – desetisvazková kronika (12 knih) vydávaná od roku 1897 do roku 1930. Popisuje vesnický život v jihočeské vsi Stožice v první polovině 19. století [12] [13] [14] [15] [16] [17]
- Tragédie Julia Grégra 1918
- Česká šlechta [18]
- Jak u nás žijou a umírají 1967 – začíná idylickým obrazem z dětství, který se postupně ztrácí. Nejen v tomto díle se pro něj stává symbolem dobra a poctivosti, mravní a fyzické síly a základem národa – postava sedláka. To je poměrně zajímavé, protože u našich buditelů, byl velmi často oblíben nemajetný člověk, který byl vyzdvihován jen proto že uměl česky. Holečkův přístup je jiný, on ho nemá rád jen pro tu češtinu, ale protože chápe princip fungování vesnice a jeho důležitost v tamním společenství – tzn. nepopírá ekonomicky běžné vztahy a to je v naší literatuře, nejen této doby, poměrně vzácné (především u slovanofilů)
- Pero – paměti, o závěrečném období národního obrození a době před Modernou [19] [20] [21] [22]

### Překlady
- Písně hercegovské
- Srbská národní epika [23] [24] [25] [26]
- Kalevala – finský národní epos
- Kanteletar – sbírka finských lidových písní

## Galerie

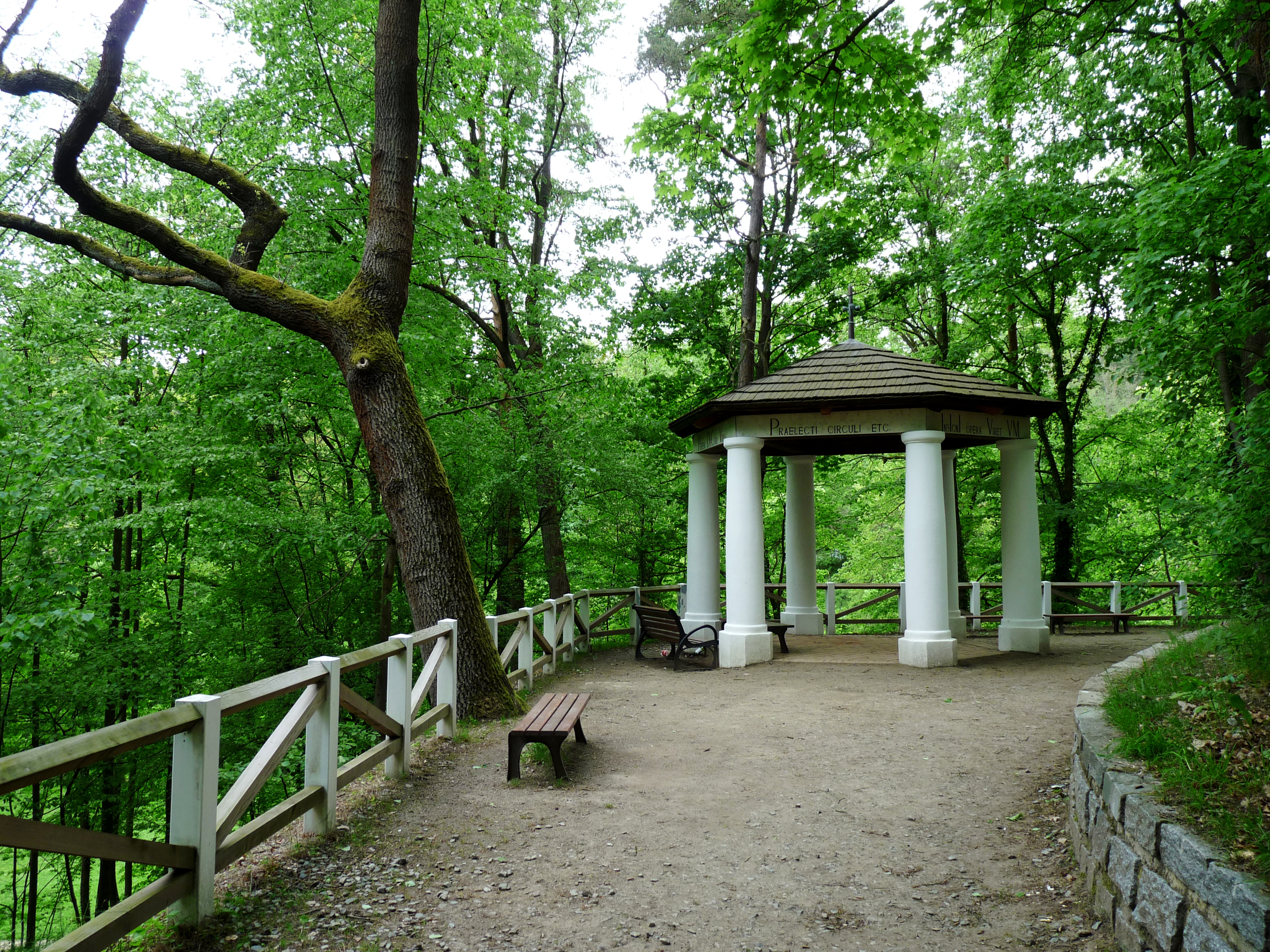
Holečkovy sady v Táboře
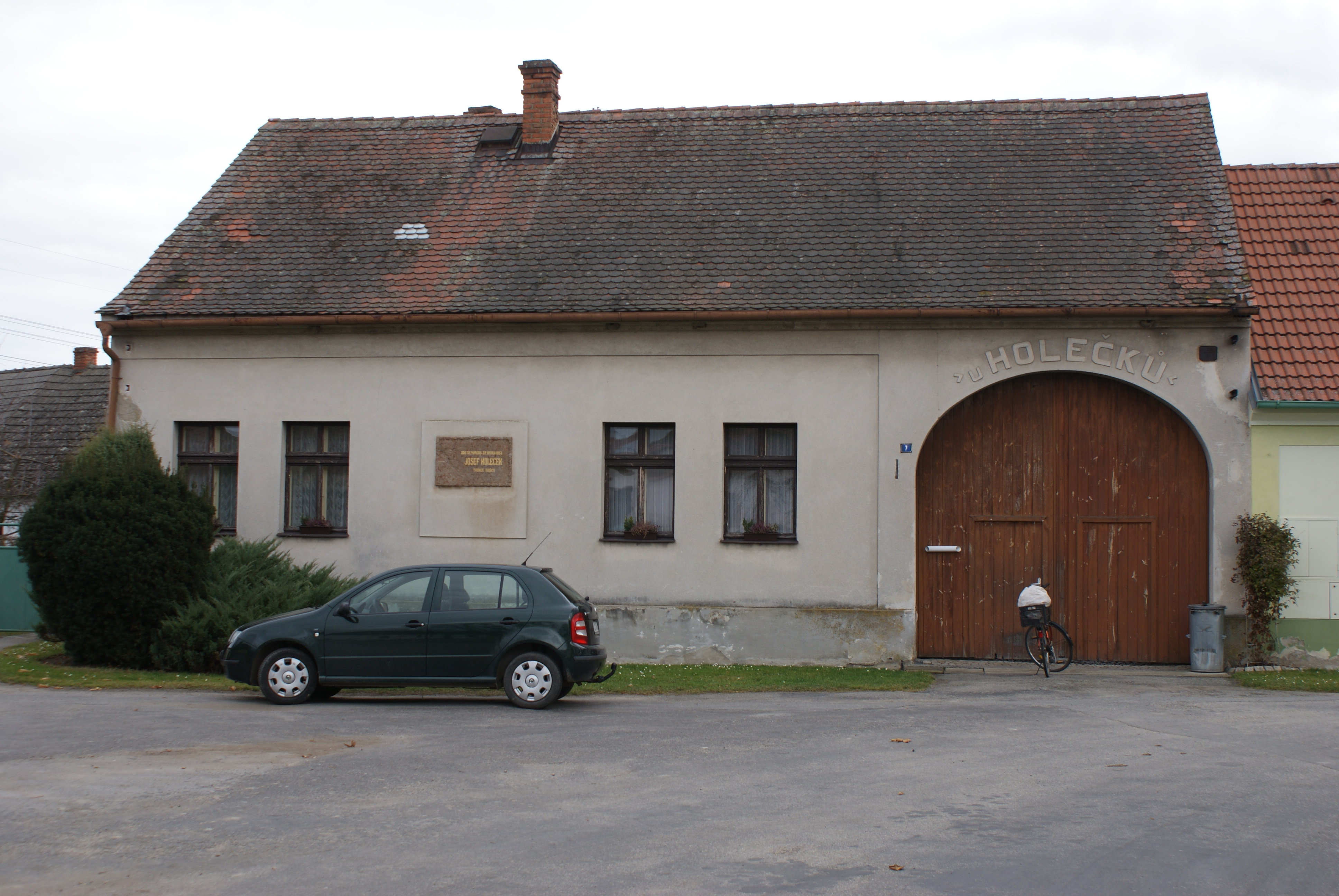
Holečkův rodný dům ve Stožicích
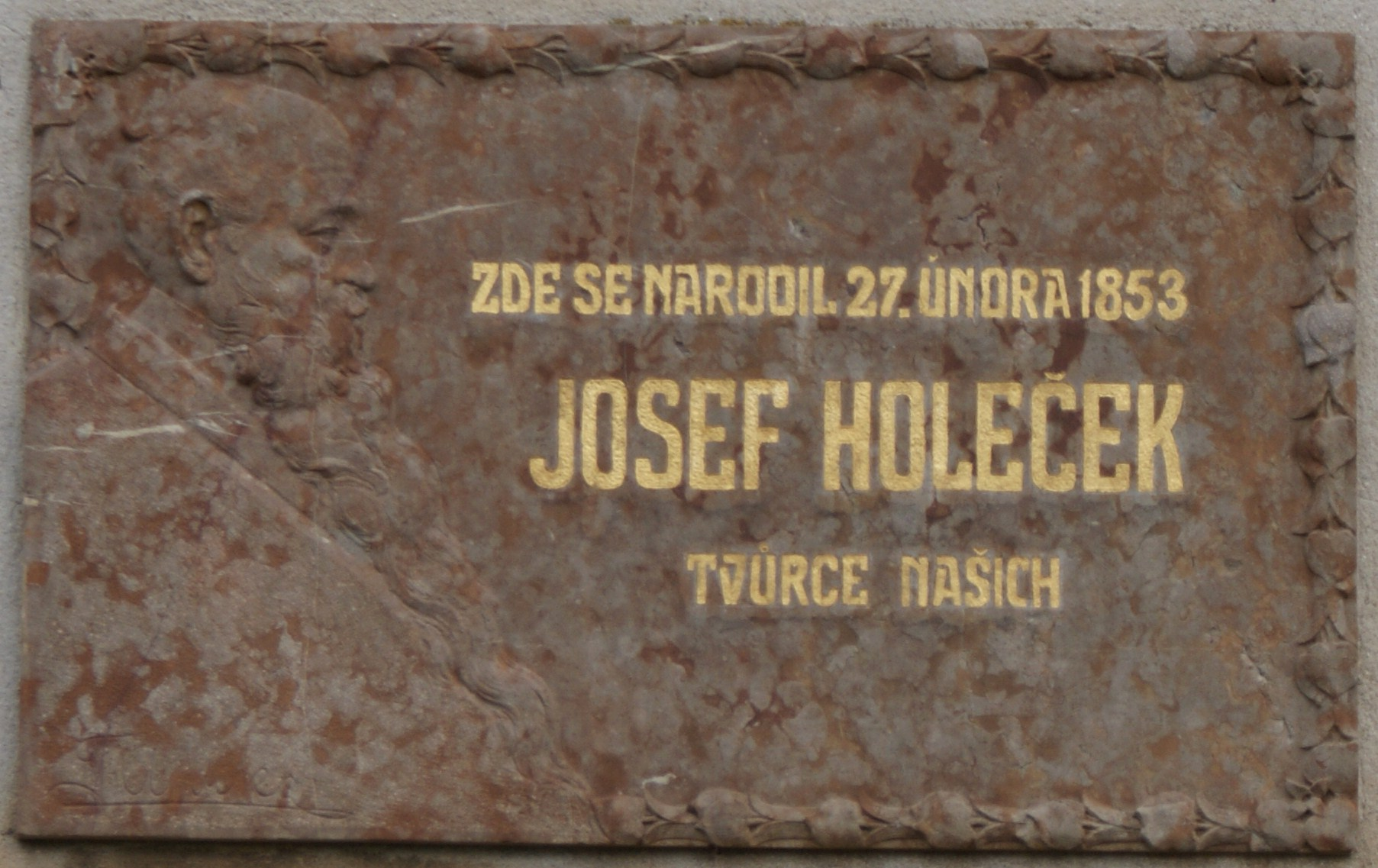
Pamětní deska Josefa Holečka ve Stožicích